# Wietse Bosmans

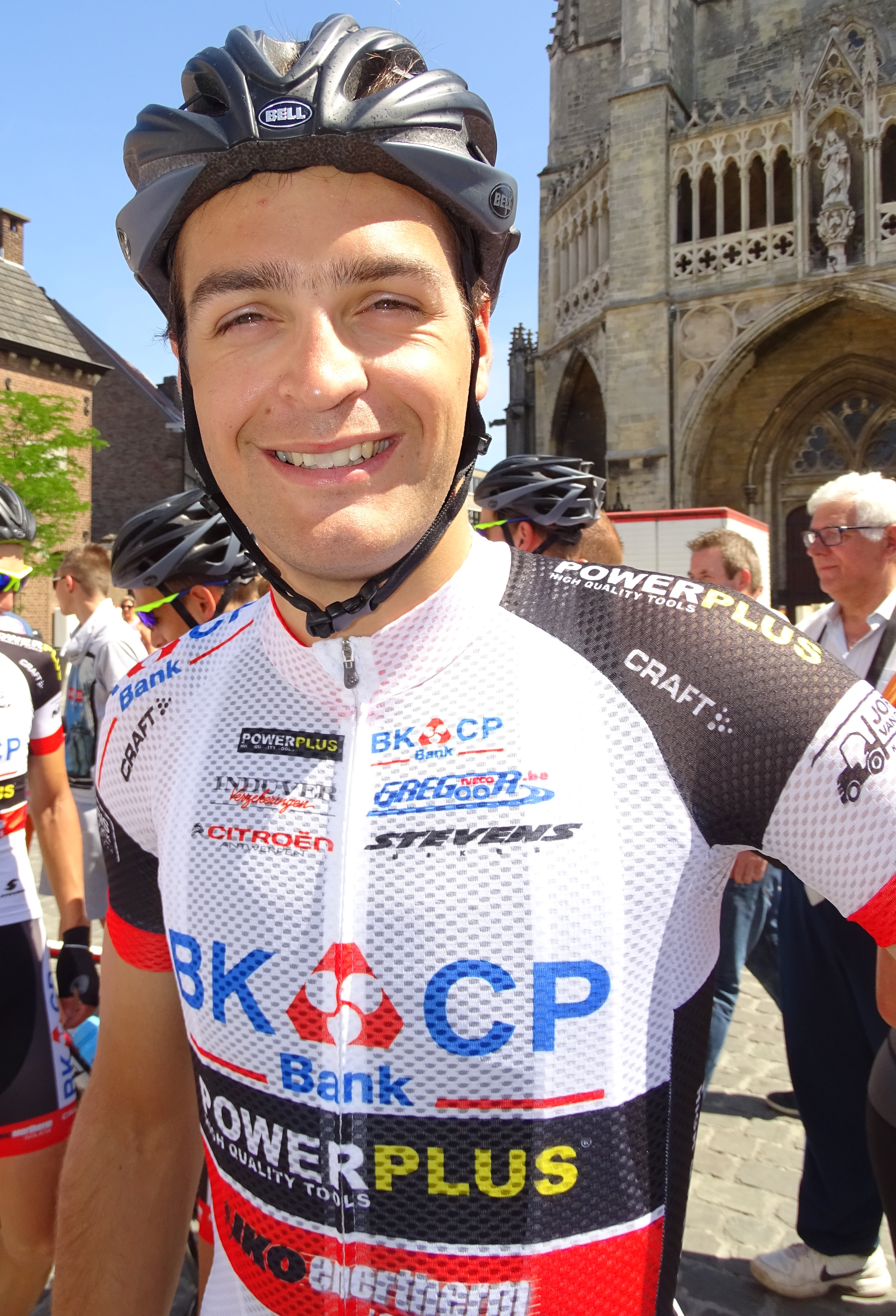
Wietse Bosmans beim Ronde van Limburg 2015

Wietse Bosmans (* 30. Dezember 1991 in Brasschaat) ist ein ehemaliger belgischer Cyclocrossfahrer.

## Sportlicher Werdegang
Bosmans hatte eine hoffnungsvolle Karriere als Nachwuchsfahrer; er wurde 2009 belgischer Juniorenmeister, 2012 gelang ihm Gleiches in der U23. Zweimal war er U23-Vizeweltmeister (2012, 2013), und in der Saison 2012/2013 gewann er die Gesamtwertungen von Weltcup und bpost bank Trofee in dieser Kategorie. Ab 2010 fuhr er für das belgische Team BKCP-Powerplus.
In der Elite konnte Bosmans nicht an diese Erfolge anknüpfen. 2014 und 2015 setzten ihn die Folgen einer Lyme-Borreliose wiederholt außer Gefecht. Er konnte sich in einigen kleineren Rennen in verschiedenen Ländern durchsetzen, einzige Erfolge vor belgischem Publikum blieben die Siege im Kasteelcross Zonnebeke 2017 und 2018. Ende 2018 wurde sein Vertrag vom Team nicht verlängert. Er fuhr zunächst für Creafin-TÜV Süd und dann für einen privaten Sponsor unter dem Namen SpotIT-Isorex. Anfang 2020 wurde er wegen „abweichender Testwerte“ bei einer Dopingkontrolle vorläufig gesperrt. Weitere Details wurden nicht bekannt, Bosmans’ Karriere war damit jedoch beendet. 2024 nahm er noch bei mehreren Gravelrennen teil, darunter den Weltmeisterschaften.

## Erfolge
2008/2009
 Belgischer Meister (Junioren)
2010/2011
Weltcup (U23) – Zolder
2011/2012
 Weltmeisterschaft (U23)
 Belgischer Meister (U23)
2012/2013
 Weltmeisterschaft (U23)
Weltcup (U23) – Gesamtwertung / Pilsen, Koksijde, Zolder, Hoogerheide

## Teams
- 2010–2018 BKCP-Powerplus bzw. Corendon-Circus
- 2019 Creafin-TÜV Süd
- 2020 SpotIT-Isorex